# جامع سهيل بن عمرو (كركوك)
جامع سهيل بن عمرو في كركوك في العراق، يعتبر من مساجد العراق القديمة والتراثية، ولقد شيد المبنى في عام 1223هـ/1809م، وعند الدخول إلى مدينة كركوك والتوجه شرقاً نحو الصوب الكبير يظهر مبنى الجامع مع قبة كبيرة عالية، وعند الدخول إليه يستوقفنا رواق كبير ذو أقواس عالية يتوسطه باب قد نقشت على جوانبه وسطر أعلاها أبيات شعرية ومن خلال هذا الباب ندخل حرماً واسعاً تعلوهُ قبة مقرنصة مستندة على ستة أعمدة اثنان منها ظاهرة وأربعة متضمنة في الجدران المحيطة، أما المحراب فقد بقي أعلاه وهو مبني من الحجر الحلان وتعلوهُ آيات من القرآن الكريم، وكتابات لأبيات من الشعر العربي قد نظمت بأتقانِ، وتبلغ مساحة الجامع أكثر من 1000م2 تقريباً.